# ボールプール

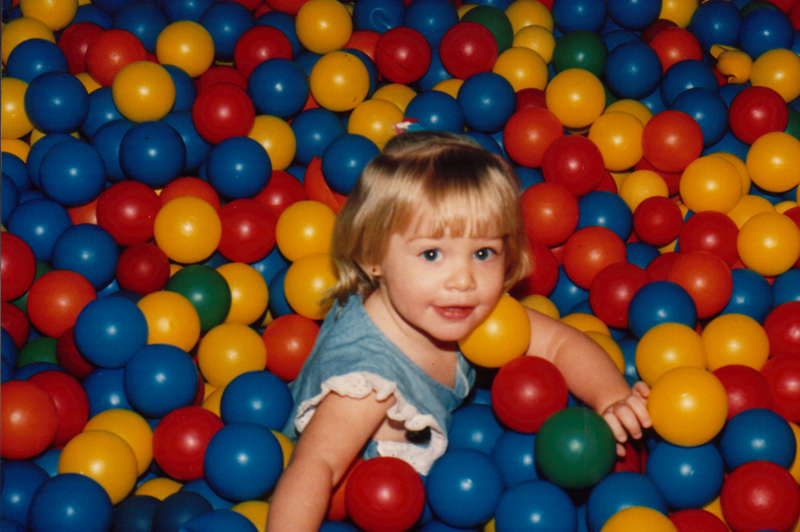
ボールプールで遊ぶ幼児

ボールプール (ball pool, またはball pit, ball crawl, ball pond) は、普通長方形のピットに小さくカラフルでくぼんだプラスチックボール（一般に、野球ボールよりも小さい）に満たされたものである。ボールの代わりとして、風船のような他の球形のものが使用されることがある。小さな子供のための娯楽や運動の場として使用される。
ボールプールは、託児所、イベント、遊園地、ファンセンター、ファストフードレストラン、大きなゲームセンターなどで見ることができる。チャッキーチーズや（現在はない）ディスカバリーゾーンでは、以前ボールプールが存在し、多くが迷路、すべり台、ジャングルジムのような大きな遊具と合体していた。2000年代初期に、チャッキーチーズは、安全上の理由や子供が盗ってしまったことでボールがなくなったことによりボールプールを撤去した。
ボールプールは、パーティーのために借りられることがあり、小さなプールは、家庭用として売られている。ボールプールは一般に子供の遊ぶものとして考えられているが、大人が入ることができるほどの十分な大きさがあるものもある。

## 歴史
1976年に、シーワールド・サンディエゴのキャプテン・キッズ・ワールドエリアで最初のボールプールが設けられた。これは遊具専門家で、「father of soft play」を考案したエリック・マクミランがデザインした。

## 都市伝説
1990年代後半のはじめに、子供がプール内で毒蛇や注射により重傷を負ったり、殺されたりするという都市伝説が生まれた。しかし、これが真実であるとする報告書はない。